# John F. Follett
John Fassett Follett, född 18 februari 1831 i Franklin County i Vermont, död 15 april 1902 i Cincinnati i Ohio, var en amerikansk politiker (demokrat). Han var ledamot av USA:s representanthus 1883–1885.
Follett efterträdde 1883 Benjamin Butterworth som kongressledamot och efterträddes 1885 av företrädaren Butterworth.
Follett är begravd på Spring Grove Cemetery i Cincinnati.